# Lars Montin

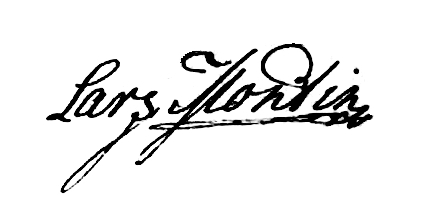
Namnteckning

Lars Jonasson Montin, född i september 1723 på Hisingen i Göteborg, död 3 januari 1785 i Halmstad, var en svensk botaniker och läkare. 
Montin, som räknas till Linnés lärjungar, föddes på Hisingen 1723 som son till kyrkoherden i Lundby. Hans mor var kyrkoherdedotter från Andrarum i Skåne. Han gick på gymnasiet i Göteborg där hans far blivit rektor och 1743, som 21-åring, kom han till Lund där han började studera bergsvetenskap. Han flyttade två år senare till Uppsala där han, inspirerad av Carl von Linné, istället började studera medicin. 1749 genomförde han en resa till Luleå lappmark där han genomförde studier av flora och fauna. 1751 fick han sin medicine doktorsgrad i Lund och 1756 blev han provinsialläkare i Halland. 
I Halland kom han att tillsammans med en annan Linnélärjunge, Pehr Osbeck, kyrkoherde i Hasslöv, genomföra de första grundliga botaniska undersökningarna i landskapet. 1766 publicerade Montin rapporten Förtekning på de i Halland vildt växande Örter, som äro sällsynte i Sverige, eller ock där ej tillförene blifvit fundne i Kungliga Vetenskapsakademiens handlingar. Bland annat upptäckte han arten murgrönsmöja (Ranunculus hederaceus) som i Sverige bara finns i Halland. 
1776 publicerade han artikeln Tvänne arter af snöripan i tidskriften Physiographiska sällskapets handlingar där han presenterade studier av ripa som han genomfört på sin resa till Lappland 1749, där han som första vetenskapsman skilde på fjällripa och dalripa. Genom denna publicering räknas han därmed som fjällripans auktor. Auktorsnamnet Montin kan användas för Lars Montin i samband med ett vetenskapligt namn inom zoologin; se Wikipedia-artiklar som länkar till auktorsnamnet.
1782 fick han titeln assessor och tre år senare avled han i Halmstad och han ligger begravd i Söndrums kyrka.
Han var en stor samlare av växter och hans herbarium finns idag på Naturhistoriska riksmuseet
Montin invaldes 1771 som ledamot nummer 190 av Kungliga Vetenskapsakademien.
Han har fått växtsläktet Montinia uppkallat efter sig. Släktets enda art Montinia caryophyllacea som enbart förekommer i södra Afrika från Kaphalvön till södra Angola, beskrevs av Carl Peter Thunberg som hedrade Montin genom att uppkalla släktet efter honom.